# Beylicato de Túnez

Bandera usada por el bey de Túnez

El beylicato de Túnez (en turco: Beyliğ-i Tunus; en árabe: بايلك تونس‎) fue un Estado independiente de facto ubicado en la actual Túnez, formalmente parte del Imperio otomano. Fue gobernado por la dinastía husainí desde 1705 hasta el establecimiento del protectorado francés de Túnez en 1881. El término beylicato se refiere al monarca, que era llamado el bey de Túnez. Bajo el protectorado, la institución del beylicato se mantuvo nominalmente, y los husainidas permanecieron como soberanos en gran medida simbólicos.
Los bey permanecieron fieles a la Sublime Puerta, pero reinaron como monarcas después de independizarse gradualmente del Imperio otomano. Entre 1861 y 1864, el beylik de Túnez se convirtió en una monarquía constitucional tras adoptar la primera constitución de África y el mundo árabe. El país tenía su propia moneda y un ejército independiente, y en 1831 adoptó su bandera, que todavía se utiliza en la actualidad.
La institución del beylik fue finalmente abolida un año después de la independencia, el 25 de julio de 1957, cuando se declaró la república. 

## Historia

### Dinastía husayní
Como titulares de la oficina de Bey la dinastía husayní efectivamente gobernó Túnez como soberanos desde 1705 a 1881; a partir de entonces siguieron simplemente reinando hasta 1957. En teoría el bey de Túnez siguió siendo un vasallo del Imperio Otomano quizás hasta 1881 (la oración del viernes era pronunciada en nombre del sultán otomano, el dinero era acuñado en su honor, y un embajador anual llevaba regalos a Constantinopla), pero durante siglos los otomanos no fueron capaces de ganarse la obediencia del bey tunecino. En 1881 los franceses crearon su protectorado, que duró hasta 1956. Durante este período, la institución beylical se mantuvo; los bey Husaynitas se desempeñaron como titulares jefes de Estado, pero fueron los franceses quienes realmente gobernaron el país. Después de lograr su plena independencia, Túnez declaró una república en 1957; la oficina beylical fue abolida y la dinastía husayníta llegó a su fin.
El fundador de la dinastía Husein Ibn Ali (1669-1740, r.1705-1735), fue un oficial de caballería (agha de los sipahis) de origen cretense, que logró adquirir el poder soberano en 1705. Sus unidades militares se incluyeron en las fuerzas tunecinas que lucharon y derrotaron la invasión argelina. Los turcos jenízaros luego eligieron a su propio Bey como nuevo gobernante. Husein Ibn Ali, sin embargo, se opuso a este y buscó el apoyo de los Khassa de Túnez (notables), el ulama y los religiosos, así como de las tribus locales. De este modo, aunque era un extranjero de habla turca, trabajó para obtener lealtades nativas contra la soldadesca turca y finalmente prevaleció. En consecuencia, como gobernante trató de ser percibido como un musulmán popular interesado en temas locales y de la prosperidad. Nombró como cadí a un tunecino Maliki, en lugar de un Hanafi, preferido por los otomanos. También limitó las prerrogativas legales de los jenízaros y del Bey. Bajo Husayn b. Ali como bey de Túnez se proporcionó apoyo a la agricultura, especialmente a la siembra de huertos de olivos. Se llevaron a cabo la construcción de obras públicas, por ejemplo, mezquitas y Madrazas (escuelas). Su popularidad se demostró en 1715 cuando el Kapudan-pasha de la flota otomana navegó a Túnez con un nuevo gobernador para que lo sustituya; un consejo fue convocado por Husayn Bey, este estaba integrado por líderes civiles y militares locales, quienes lo apoyaron contra el Imperio Otomano, que luego se allanó.
En 1735 una disputa por la sucesión estalló entre su sobrino Ali (1688-1756, r.1735-1755) y su hijo Muhammad (1710-1759, 1755-1759) que desafió a su primo. Se libró una guerra civil que culminó en 1740 con la incierta victoria de Ali. Este resultado se revirtió en 1756, después de diez años más de lucha, pero no sin la intromisión una vez más de Argelia.
La política temprana husayníta requería un cuidadoso equilibrio entre varios partidos divergentes: los distantes otomanos, la elite turcofona  en Túnez y los tunecinos locales (tanto urbanas como rurales, notables y clérigos, terratenientes y líderes tribales remotos). El entrelazamiento con el Imperio otomano se evitó debido a su potencial capacidad para absorber las prerrogativas del bey; sin embargo, los vínculos religiosos al califa otomano se fomentaron, lo que aumentó el prestigio de los beys y ayudó en la aprobación de los ulama locales y la deferencia de los notables. Los jenízaros todavía eran reclutados, pero toda la confianza se colocó en las fuerzas tribales. El turco se hablaba en el ápice, pero el uso de la lengua árabe aumentó en uso por el gobierno. A los Kouloughlis (hijos de padres turcos y tunecinos) y notables tunecinos nativos se les dio una mayor admisión en los puestos más altos y deliberaciones. Los beys husayníes, sin embargo, nunca se casaron con tunecinos; sino que a menudo se volvieron hacia la institución de los mamelucos. Los mamelucos también sirvieron en posiciones de élite. La dinastía nunca dejó de identificarse como otomana, y de ese modo se volvió privilegiada. No obstante, los ulemas locales se cortejaron, con la financiación de la educación religiosa y los clérigos. Los juristas locales (Maliki) entraron en servicio del gobierno. Los morabitos de los fieles rurales se apaciguaron. Los Jeques tribales fueron reconocidos e invitados a las conferencias. Especialmente favorecida en la parte superior estaban un puñado de familias prominentes, de habla turca, a las que se les dio oportunidades de negocio y de tener tierras, así como los puestos importantes en el gobierno, en función de su lealtad.
Las revoluciónes de Túnez y las reacciones a los franceses afecto la actividad económica europea que lleva a la escasez que proporcionaron oportunidades de negocio para Túnez, es decir, en relación con los bienes de gran demanda pero corto en el suministro, el resultado podría ser jugosas ganancias. El capaz y bien considerado Hammuda Pachá (1782-1813) fue bey de Túnez (el quinto) durante este período de prosperidad; él también derrotó una invasión de Argelia en 1807, y sofocó una revuelta de jenízaros en 1811.
Después del Congreso de Viena de 1815, Gran Bretaña y Francia aseguraron el acuerdo del bey para cesar de patrocinar o permitir incursiones de corsarios, que se habían reanudado durante el conflicto napoleónico. Después de una breve reanudación de las redadas, se detuvo. En la década de 1820 la actividad económica en Túnez cayo en picada. El gobierno tunecino fue particularmente afectado debido a sus posiciones monopolistas en relación con muchas de las exportaciones. El crédito se obtuvo para capear los déficits, pero con el tiempo la deuda crecería a niveles inmanejables. Túnez había tratado de poner al día su comercio. Sin embargo, los diferentes intereses de las empresas extranjeras comenzaron a ejercer cada vez más control sobre los mercados nacionales; las importaciones de manufacturas europeas a menudo cambian de precios al consumidor que podría afectar severamente a los medios de vida de los artesanos tunecinos, cuyos bienes no le fue bien en el nuevo entorno. El comercio exterior resultó ser un caballo de Troya.
Bajo el protectorado francés (1881-1956) los beys Husaynitas continuaron en un papel en gran parte ceremonial. Después de la independencia se declaró una república en 1957, poniendo fin a la dinastía husayníta.

### Protectorado francés

Bandera usada por algunas unidades militares en el protectorado francés de Túnez. Nunca fue la bandera del protectorado pero es usada para representarlo

Túnez se convirtió en un protectorado de Francia el 12 de mayo de 1881, después de que los franceses afirmaron que las tropas tunecinas habían cruzado la frontera hacia su colonia de Argelia. Túnez recibió su independencia de Francia el 20 de marzo de 1956.